# ギロチンカット問題

ギロチン切断によって得られるパーティション

ギロチンカット問題（ギロチンカットもんだい、英：Guillotine problem）とは、組合せジオメトリと印刷の問題のことである。 
梱包の問題、特に在庫とビンの梱包の問題に密接に関連して、大きいシートから1つの長方形サイズのシートの最大数を取得する方法の問題。紙カットギロチンのように、シートの1つの構成要素を2等分する直交カットのみが許される。 
ガラス加工では、ギロチンの問題が重要である。ガラスシートは、水平線と垂直線に沿って刻み目が付けられ、これらの線に沿って分割され、より小さいパネルが得られる。  
板取り問題と同様に、NP困難な問題として知られているが、さまざまな近似および厳密アルゴリズムが考案されている。